# Leucocelis rufocincta
Leucocelis rufocincta är en skalbaggsart som beskrevs av Lansberge 1882. Leucocelis rufocincta ingår i släktet Leucocelis och familjen Cetoniidae. Inga underarter finns listade i Catalogue of Life.